# 藪下めぐみ
藪下 めぐみ（やぶした めぐみ、1972年3月2日 - ）は、日本の女性総合格闘家、プロレスラー、柔道家。北海道旭川市出身。旭川大学高等学校卒業。FIGHT CHIX所属。初代スマックガール無差別級王者。柔道家の藪下由香は妹。

## 経歴
旭川大学高等学校、ミキハウスと柔道で活躍。
1993年
- 全日本実業柔道個人選手権大会優勝。

1994年
- 福岡国際女子柔道選手権大会3位などの成績を残す（階級はいずれも52kg級）。

1995年
- 世界柔道選手権大会千葉大会出場。

1996年
- 吉本女子プロレスJd'入団。

1997年
- 4月20日、東京・後楽園ホールにおいて、対坂井澄江（ミキハウス時代の同僚）戦で25歳にしてプロレスデビュー。

1997年
- 12月8日、CMAオクタゴンチャレンジにてユ・ジヘイを腕ひしぎ十字固めで破り、総合格闘技デビューを白星で飾る。

1999年
- 6月13日、中西百重（当時全日本女子プロレス）との総合格闘技戦に臨み、60分時間切れ引き分け。

2000年
- 12月5日、女子総合格闘技興行「Re-MIX」に出場。準決勝でスベトラーナ・グンダレンコ（ロシア）を判定で下すも、決勝でマルース・クーネン（オランダ）に判定で敗れ優勝を逃す。

2002年
- 12月にJd'を退団。以後、総合格闘技に重点を置くようになる。

2003年
- SOD女子格闘技道場の講師に就任。後進の指導にも当たるようになる。

2004年
- 9月18日、ボクシングルールに初挑戦し、小八ヶ代真紀と対戦したが、0-3の判定負け。
- 12月19日、初代スマックガール無差別級王者決定1dayトーナメントに参戦。1回戦でシャノン・フーパー（アメリカ）に1R0:29脇固めで一本勝ち。準決勝でロクサン・モダフェリ（アメリカ）に3-0で判定勝ちした。決勝戦でエリン・トーヒル（アメリカ）と対戦。トーヒルが亀状態の藪下に脊髄部分へ肘を落とし、ドクターが藪下の試合続行を無理と判断。1R2:39反則勝ちで優勝。

2005年
- 5月28日・29日、アブダビコンバットに出場。60kg以上級では1回戦でアマンダ・ブキャナーに勝利したが、準決勝でジュリアナ・ボルジェスに敗退し、3位決定戦でキズマ・バトゥンに敗れ4位。無差別級では1回戦でタラ・ラローサに敗退した。
- 10月1日、ボクシングで元アマチュア日本王者真保輝子と対戦し、0-3の判定負け。

2006年
- 2月15日、スマックガール・後楽園ホール大会でアマンダ・ブキャナーに敗れ、無差別級王座から陥落。
- 5月末を以てSOD女子格闘技道場が閉鎖。所属選手は新たに「巴組」を結成。

2007年
- 11月30日付で巴組が活動休止（発表では「全員卒業」）となり、12月からフリーランスとして活動。

2009年
- 9月13日、JEWELS初参戦となったJEWELS 5th RINGで江本敦子と対戦し、腕ひしぎ十字固めで一本勝ち。

2010年
- 3月19日、JEWELS 7th RINGのリング上で、新しいチーム「FIGHT CHIX」として活動していくことを発表した[1]。
- 4月11日、VALKYRIE初参戦となったVALKYRIE 05で葛西むつみと対戦し、アームロックで一本勝ち[2]。
- 6月19日、VALKYRIE 06で中井りんと対戦し、0-3の判定負け[3]。
- 12月12日、J-GIRLSライト級王者村上リエに挑戦し、3RKO負けで王座獲得ならず[4]。

2011年
- 2月27日、GLADIATORでハム・ソヒとキックルールで3年半ぶりに対戦したが、前の試合からわずか中1日での出場となった相手に2ラウンドTKOで敗れ雪辱ならず。
- 8月19日、Girls S-cup 2011でSOD女子格闘技道場の教え子だったHIROKOとシュートボクシングルールで対戦したが、3ラウンド開始直後に右膝内側靭帯損傷のためドクターストップによるTKO負け[5]。
- 11月12日、パンクラス初参戦。総合初参戦の木村響子とのプロレスラー対決となったが、1ラウンドTKO負け。

2012年
- 7月21日、約3年ぶりの参戦となったJEWELS 20th RINGで杉山しずかと対戦し、1-2の判定負け。

2016年
- 9月10日、All FC 5のフライ級チャンピオンシップで王者のジョン・チャンミと対戦し、1ラウンドTKO負け[6]。

2017年
- 7月7日、Girls S-cup 2017でギャビ・ガルシアとシュートボクシングルールで対戦。1ラウンドにグラウンドポジションで反則の蹴りを受けて試合続行不可能となり、ノーコンテストに終わった[7]。
- 9月11日、新木場1stRINGで「藪下めぐみ＆KAZUKI デビュー20周年記念大会 ～believe in myself 20years～」を開催。

## 戦績

### 総合格闘技
| 総合格闘技 戦績 | 総合格闘技 戦績 | 総合格闘技 戦績 | 総合格闘技 戦績 | 総合格闘技 戦績 | 総合格闘技 戦績 | 総合格闘技 戦績 |
| --------------- | --------------- | --------------- | --------------- | --------------- | --------------- | --------------- |
| 42 試合         | (T)KO           | 一本            | 判定            | その他          | 引き分け        | 無効試合        |
| 19 勝           | 1               | 10              | 7               | 1               | 0               | 0               |
| 23 敗           | 4               | 6               | 13              | 0               | 0               | 0               |

| 勝敗 | 対戦相手                     | 試合結果                                       | 大会名                                                                                              | 開催年月日     |
| ×    | ジョン・チャンミ             | 1R 3:00 TKO（パンチ連打）                      | All Fighting Championship 5 【All FCフライ級チャンピオンシップ】                                    | 2016年9月10日  |
| ×    | ジェイド・マリ・アンダーソン | 1R 2:33 腕ひしぎ十字固め                       | GLADIATOR 激熱 ススキノコロシアム                                                                   | 2013年4月21日  |
| ×    | ジェイド・マリ・アンダーソン | 5分2R終了 判定0-3                              | JEWELS 22nd RING                                                                                    | 2012年12月15日 |
| ×    | 杉山しずか                   | 5分2R終了 判定1-2                              | JEWELS 20th RING                                                                                    | 2012年7月21日  |
| ×    | 木村響子                     | 1R終了時 TKO（ドクターストップ：左足首の負傷） | PANCRASE 2011 IMPRESSIVE TOUR                                                                       | 2011年11月12日 |
| ×    | サラ・カフマン               | 3R 3:34 TKO（パンチ連打）                      | Armageddon FC 5: Judgment Day                                                                       | 2011年4月2日   |
| ×    | 中井りん                     | 3分3R終了 判定0-3                              | VALKYRIE 06                                                                                         | 2010年6月19日  |
| ○    | 葛西むつみ                   | 2R 2:58 アームロック                           | VALKYRIE 05                                                                                         | 2010年4月11日  |
| ×    | シェイナ・ベイズラー         | 1R 4:50 ツイスター                             | Freestyle Cage Fighting 39                                                                          | 2010年1月30日  |
| ○    | 江本敦子                     | 1R 2:43 腕ひしぎ十字固め                       | JEWELS 5th RING                                                                                     | 2009年9月13日  |
| ○    | 藤野恵実                     | 3分3R終了 判定3-0                              | DEMOLITION                                                                                          | 2008年7月21日  |
| ×    | ユーリア・ベレジコワ         | 5分3R終了 判定0-3                              | fightFORCE: Russia vs. The World                                                                    | 2008年4月19日  |
| ×    | 赤野仁美                     | 2R 4:16 ヒールホールド                         | SMACKGIRL WORLD ReMix TOURNAMENT 2008 開幕戦                                                        | 2008年2月14日  |
| ×    | ラナ・ステファニック         | 5分2R終了 判定0-3                              | SMACKGIRL 7th ANNIVERSARY 〜Starting Over〜                                                         | 2007年12月26日 |
| ×    | リサ・ワード                 | 3分3R終了 判定0-3                              | Fatal Femmes Fighting 3: War of the Roses                                                           | 2007年11月3日  |
| ○    | 小幡博美                     | 1R 0:15 腕ひしぎ十字固め                       | SMACKGIRL IN サマフェス!!                                                                           | 2007年7月26日  |
| ×    | ジュネル・マルケス           | 3分3R終了 判定0-3                              | Fatal Femmes Fighting 2: Girls Night Out                                                            | 2007年7月14日  |
| ×    | ロクサン・モダフェリ         | 3分2R終了 判定0-3                              | K-GRACE 【1万ドル争奪無差別級トーナメント 準決勝】                                                  | 2007年5月27日  |
| ○    | ユルギタ・レイトナイテ       | 1R 0:17 腕ひしぎ十字固め                       | K-GRACE 【1万ドル争奪無差別級トーナメント 1回戦】                                                   | 2007年5月27日  |
| ○    | 弁慶                         | 5分2R終了 判定3-0                              | SMACKGIRL 2007 〜絶対女王は大正浪漫を舞ひ奏で〜                                                     | 2007年4月28日  |
| ○    | 佐藤瑞穂                     | 5分2R終了 判定3-0                              | 修斗 BATTLE MIX TOKYO 02                                                                            | 2007年3月30日  |
| ×    | ローラ・ディオーガスト       | 1R終了時 TKO（ドクターストップ：右前腕部骨折） | Ring of Combat 11 【ROC女子ウェルター級タイトルマッチ】                                             | 2006年8月18日  |
| ×    | ロクサン・モダフェリ         | 5分2R終了 判定0-3                              | G-SHOOTO JAPAN 05                                                                                   | 2006年5月6日   |
| ×    | アマンダ・ブキャナー         | 1R 3:45 フロントチョーク                       | SMACKGIRL 2006 〜女神降臨〜 【スマックガール無差別級女王タイトルマッチ】                            | 2006年2月15日  |
| ×    | ローラ・ディオーガスト       | 5分3R終了 判定1-2                              | SMACKGIRL 2005 〜Dynamic!!〜 【スマックガール初代ミドル級女王決定トーナメント 決勝】                | 2005年8月17日  |
| ○    | 彩丘亜沙子                   | 1R 2:44 腕ひしぎ十字固め                       | SMACKGIRL 2005 〜Dynamic!!〜 【スマックガール初代ミドル級女王決定トーナメント 準決勝】              | 2005年8月17日  |
| ○    | イ・ヨンジュ                 | 5分3R終了 判定3-0                              | WXF: X-Impact World Championships 2005                                                              | 2005年7月9日   |
| ○    | キム・ヒョンソン             | 1R 0:29 KO（スラム）                           | SMACKGIRL 2005 〜COOL FIGHTER LAST STAND〜 【スマックガール初代ミドル級王座決定トーナメント 1回戦】 | 2005年4月30日  |
| ×    | タラ・ラローサ               | 5分2R終了 判定0-2                              | G-SHOOTO JAPAN 02                                                                                   | 2005年3月12日  |
| ○    | エリン・トーヒル             | 1R 2:39 反則（肘打ち）                         | SMACKGIRL 2004 〜WORLD ReMix〜 【スマックガール初代無差別級王者決定トーナメント 決勝】              | 2004年12月19日 |
| ○    | ロクサン・モダフェリ         | 5分2R終了 判定3-0                              | SMACKGIRL 2004 〜WORLD ReMix〜 【スマックガール初代無差別級王者決定トーナメント 準決勝】            | 2004年12月19日 |
| ○    | シャノン・フーパー           | 1R 0:29 手首固め                               | SMACKGIRL 2004 〜WORLD ReMix〜 【スマックガール初代無差別級王者決定トーナメント 1回戦】             | 2004年12月19日 |
| ○    | 赤野仁美                     | 5分2R終了 判定3-0                              | G-SHOOTO JAPAN 〜始動〜                                                                             | 2004年11月26日 |
| ○    | Hikaru                       | 1R 4:14 腕ひしぎ十字固め                       | 全日本女子プロレス「タッグリーグ・ザ・ベスト」                                                      | 2003年12月19日 |
| ○    | 坂本奈緒子                   | 1R 0:23 腕ひしぎ十字固め                       | SMACKGIRL Third Season-IV                                                                           | 2003年6月4日   |
| ×    | 彩丘亜沙子                   | 5分3R終了 判定0-3                              | SMACKGIRL 〜SMACK LEGEND 2002〜                                                                     | 2002年6月1日   |
| ×    | マルース・クーネン           | 1R 2:27 チョークスリーパー                     | Jd'「NO HOLDS BARRED 2002」                                                                         | 2002年1月13日  |
| ×    | エリン・トーヒル             | 2R 3:08 腕ひしぎ十字固め                       | ReMix GOLDEN GATE 2001                                                                              | 2001年5月3日   |
| ×    | マルース・クーネン           | 5分3R終了 判定0-3                              | ReMix WORLD CUP 2000 【決勝】                                                                       | 2000年12月5日  |
| ○    | グンダレンコ・スベトラーナ   | 5分2R終了 判定3-0                              | ReMix WORLD CUP 2000 【準決勝】                                                                     | 2000年12月5日  |
| ○    | バンビ・バートンチェロ       | 1R 2:07 腕ひしぎ十字固め                       | ReMix WORLD CUP 2000 【準々決勝】                                                                   | 2000年12月5日  |
| ○    | ユ・ジヘイ                   | 1R 2:51 腕ひしぎ十字固め                       | CMAオクタゴンチャレンジ                                                                             | 1997年12月8日  |

### グラップリング
| 勝敗 | 対戦相手               | 試合結果                | 大会名                                                        | 開催年月日    |
| ×    | 二宮亜基子             | 5:56 チョークスリーパー | SMACKGIRL GRAPPRING QUEEN TOURNAMENT 2007 【ミドル級 決勝】   | 2007年9月24日 |
| ○    | 坂本ひとみ             | 判定25-0                | SMACKGIRL GRAPPRING QUEEN TOURNAMENT 2007 【ミドル級 準決勝】 | 2007年9月24日 |
| ×    | キズマ・バトゥン       |                         | ADCC 2005 【60kg以上級 3位決定戦】                            | 2005年5月29日 |
| ×    | ジュリアナ・ボルジェス |                         | ADCC 2005 【60kg以上級 準決勝】                               | 2005年5月29日 |
| ×    | タラ・ラローサ         |                         | ADCC 2005 【無差別級 1回戦】                                  | 2005年5月28日 |
| ○    | アマンダ・ブキャナー   |                         | ADCC 2005 【60kg以上級 1回戦】                                | 2005年5月28日 |

### キックボクシング
| 勝敗 | 対戦相手         | 試合結果                           | 大会名                                                                                | 開催年月日     |
| ×    | ハム・ソヒ       | 2R 0:55 TKO                        | GLADIATOR G・シリーズ14『KOK武士（もののふ）』                                        | 2011年2月27日  |
| ×    | 村上リエ         | 3R 1:14 KO（パンチ連打）           | J-NETWORK「J-GIRLS 女祭り 2010 〜戦う女は美しい〜」 【J-GIRLSライト級タイトルマッチ】 | 2010年12月12日 |
| ×    | モニカ           | 2分3R終了 判定0-3                  | NO NAME HEROES 10                                                                     | 2010年10月31日 |
| ×    | AZUMA            | 3分3R終了 判定0-3                  | ニュージャパンキックボクシング連盟「熱風 零参」                                       | 2010年3月28日  |
| ×    | MITSUKI          | 2分3R終了 判定0-3                  | DRAGON GYM＆プロレスリング・ノア合同興行                                              | 2009年10月18日 |
| ×    | 村上リエ         | 2分3R終了 判定0-3                  | BREATHNESS MUAY THAI 4                                                                | 2007年8月5日   |
| ×    | ハム・ソヒ       | 3分2R終了 判定0-3                  | CMAフェスティバル2 美濃輪育久デビュー10周年記念大会                                   | 2007年7月23日  |
| ×    | キム・ヒョンソン | 3分2R終了 判定0-3                  | CMAフェスティバル 日本対韓国 全面対抗戦                                               | 2006年5月24日  |
| △    | 篠原光           | 2分3R終了 時間切れ                 | 女帝プロデュース「Belief」                                                            | 2005年6月12日  |
| ×    | 岡本裕子         | 2R終了時 TKO（試合放棄：左肩脱臼） | 全日本キックボクシング連盟「GIRLS STANDING FIGHT 1st.BOUT - Girls SHOCK!」            | 2003年1月26日  |

### シュートボクシング
| 勝敗 | 対戦相手         | 試合結果                                      | 大会名                                                       | 開催年月日    |
| −    | ギャビ・ガルシア | 1R 1:19 ノーコンテスト（偶発的な反則）        | SHOOT BOXING Girls S-cup 2017                                | 2017年7月7日  |
| ×    | HIROKO           | 3R 0:03（ドクターストップ：右膝内側靭帯損傷） | SHOOT BOXING Girls S-cup 2011 ～ツヨカワガールズ真夏の祭典～ | 2011年8月19日 |
| ○    | 岡加奈子         | 2分3R終了 判定3-0                             | SHOOT BOXING OSAKA 2010 ALPINISME -Young Caesar Cup-         | 2010年1月17日 |

### ボクシング
- プロボクシング: 2戦0勝2敗

| 戦           | 日付          | 勝敗 | 時間 | 内容    | 対戦相手               | 国籍 | 備考           |
| ------------ | ------------- | ---- | ---- | ------- | ---------------------- | ---- | -------------- |
| 1            | 2004年9月18日 | 敗北 | 4R   | 判定0-3 | 小八ヶ代真紀（山木）   | 日本 | プロデビュー戦 |
| 2            | 2005年10月1日 | 敗北 | 4R   | 判定0-3 | 真保輝子（カドエビGC） | 日本 |                |
| テンプレート |               |      |      |         |                        |      |                |

## 獲得タイトル

### 柔道
- 第23回全日本実業柔道個人選手権大会 女子56kg級 優勝（1993年[8]）
- 第18回全日本選抜柔道体重別選手権大会 女子52kg級 優勝（1995年）
- 第5回世界マスターズ柔道大会 30〜34歳の部 女子63kg級 優勝（2003年[9]）

### プロレス
- 初代・第5代Jd'ジュニア王座（初代：1997年、第5代：1999年）
- 第4代・第12代・第18代TWF世界タッグ王座（第4代：1999年、第12代：2002年、第18代：2003年）
- 第4代・第10代AWF世界女子王座（第4代：1999年、第10代：2000年）
- AWF&QOR統一2冠王座（2000年）
- 第31代JWP認定タッグ王座（2009年）
- 第4代デイリースポーツ認定女子タッグ王座（2009年）
- 第8代WWWD世界タッグ王座（2016年）

### 総合格闘技
- 初代CMA＆KPWアジア女子格闘技王座（1998年）
- 初代スマックガール無差別級王座（2004年）

## 表彰
- JEWELS 功労賞（2009年）

## 入場テーマ曲
- 「ハッシュ」（クーラ・シェイカー） - プロレス用
- 「Fly Away」（Visa） - 格闘技用